# Yangju Citizen
Yangju Citizen FC (kor. 양주 시민축구단), klub piłkarski z Korei Południowej, z miasta Yangju, występujący w K3 League (3. liga).